# NGC 1160
NGC 1160 je spirální galaxie s příčkou v souhvězdí Persea. Její zdánlivá jasnost je 12,8m a úhlová velikost 1,5′ × 0,7′. Je vzdálená 118 milionů světelných let, průměr má 50 000 světelných let. Galaxie leží mezi Místní nadkupou a Nadkupou Perseus-Pisces blízko středu místní proluky. Galaxii objevil 7. října 1784 William Herschel.